# David Rocastle
David Carlyle Rocastle (Lewisham, 2 mei 1967 - Slough, 31 maart 2001) was een Engels voetballer. Hij was een offensieve middenvelder die voor Arsenal, Leeds United, Manchester City en Chelsea uitkwam gedurende zijn carrière. Rocastle stierf op 33-jarige leeftijd aan de gevolgen van een agressieve vorm van lymfeklierkanker.

## Clubcarrière

### Arsenal
Rocastle debuteerde op 17-jarige leeftijd bij Arsenal, waar de dribbelvaardige flankspeler doorstroomde uit de jeugdacademie in 1984. Rocastle werd gezien als een van de grootste talenten van Engeland. Hij mocht van manager George Graham debuteren tegen Newcastle United, een scoreloos gelijkspel op 28 september 1985. Hij droeg contactlenzen vanaf het begin van zijn loopbaan. Rocastle's teamgenoot Martin Keown over zijn eerste seizoen: "Hij dribbelde zich dikwijls vast en leek de weg naar doel niet te vinden. Zodra hij contactlenzen droeg, was zijn carrière gelanceerd". In januari 1987 beging Rocastle een zware overtreding op Manchester United-middenvelder Norman Whiteside, waarna Rocastle met een rode kaart naar de kleedkamer werd gestuurd. Na zijn uitsluiting gingen spelers van beide teams met elkaar op de vuist.
Rocastle won met Arsenal de Engelse landstitel in 1989 en 1991, de FA Charity Shield in 1991 en de League Cup in 1987. Daarnaast won hij met Arsenal de eenmalige FA Centenary Trophy in 1989. Rocastle speelde 228 competitiewedstrijden voor Arsenal en scoorde 34 officiële doelpunten.

### Leeds United
In juli 1992 tekende Rocastle een contract bij Leeds United, de regerende landskampioen. Leeds betaalde £ 2.000.000 aan Arsenal. Veel supporters van Arsenal waren niet akkoord met het vertrek van de technisch vaardige Rocastle en waren woedend op en/of diep ontgoocheld in manager George Graham. Ze vonden de manoeuvre van hun legendarische manager "koud" en "jammer".
Rocastle werd een populaire speler bij Leeds. Vlak voor de start van het eerste seizoen van de Premier League in augustus 1992, won hij met Leeds de FA Charity Shield. Hij was trefzeker in een 4-1 overwinning tegen rivaal Chelsea in november 1993, hoewel hij een groot aantal wedstrijden miste vanwege blessures. Hij speelde in totaal 34 wedstrijden voor Leeds en scoorde twee doelpunten.

### Manchester City
In december 1993 verhuisde Rocastle naar Manchester City voor £ 2.000.000 en als onderdeel van een ruildeal met City-speler David White, die zijn plaats innam bij Leeds. Rocastle scoorde twee doelpunten uit 21 wedstrijden in de Premier League.
City eindigde als zestiende, destijds het slechtste resultaat sinds de meest recente terugkeer van de club naar de hoogste klasse in 1989. City degradeerde in de tijd van Rocastle meermaals uit de Premier League, waaronder in het seizoen 1995/1996. De club treedt pas sinds 2002 onafgebroken aan in de Premier League.

### Chelsea
Na slechts een seizoen verruilde hij Manchester City in augustus 1994 voor Chelsea, de rivaal van zijn ex-clubs Arsenal en Leeds. Met de transfer van Rocastle was een bedrag van £ 1.125.000 gemoeid. Rocastle werd met Chelsea uitgeschakeld in de halve finale van de Europacup II 1994/95. Real Zaragoza maakte één doelpunt meer dan Chelsea (1-0), een totaal van de heen- en terugwedstrijd. Hij scoorde twee keer voor Chelsea, in de League Cup tegen Bournemouth en in de eerste voorronde van de Europacup II 1994/95 tegen het bescheiden FK Viktoria Žižkov. Rocastle werd echter door blessureleed geplaagd en verliet Chelsea na het seizoen 1997/1998. Hij werd ook uitgeleend aan Norwich City en Hull City in 1997, respectievelijk.

### Maleisië
Rocastle verhuisde transfervrij naar Sabah, een club uit Maleisië waarmee Rocastle in 1998/1999 de Maleisische bekerfinale verloor en waar hij zijn loopbaan op amper 31-jarige leeftijd afsloot na blessures.

## Erelijst
| Competitie                |         |                  |
| Competitie                | Aantal  | Jaren            |
| Arsenal                   | Arsenal | Arsenal          |
| ------------------------- | ------- | ---------------- |
| Engels landskampioenschap | 2×      | 1988/89, 1990/91 |
| FA Charity Shield         | 1×      | 1991             |
| Football League Cup       | 1×      | 1986/87          |
| FA Centenary Trophy       | 1×      | 1989             |
| Leeds United              |         |                  |
| FA Charity Shield         | 1×      | 1992             |

## Interlandcarrière
Rocastle kwam 14 keer uit voor het Engels voetbalelftal en was tevens jeugdinternational. Rocastle debuteerde op 21-jarige leeftijd voor het eerste elftal tegen Denemarken op 14 september 1988. Hij speelde zijn laatste interland op 17 mei 1992 tegen Brazilië. Rocastle scoorde niet voor de nationale A-ploeg, maar was trefzeker in de jeugdreeksen.

## Overlijden
Twee jaar na zijn afscheid als profvoetballer verloor hij de strijd tegen kanker. Rocastle liet een vrouw, een zoon en twee dochters achter.